# Shaima el Sabag
Shaimaa Sabagh o Shaima el Sabag (árabe : شيماء الصباغ; c.1984 – 24 de enero de 2015) fue una poeta y activista egipcia y un miembro del Partido Alianza Popular Socialista de Egipto (Socialist Popular Alliance Party). El 24 de enero de 2015, participaba desarmada en una marcha para depositar flores en la Plaza Tahrir de El Cairo cuando le dispararon a quemarropa con perdigones y falleció poco después en el hospital. 

«La Historia dirá que nuestra generación sabía más de mártires que de vivos»
Escribió Shaima en su cuenta de Twitter poco antes de su fatal desenlace.

Shaima y otras 30 personas se habían reunido para homenajear a las 800 víctimas asesinadas durante la revolución que estalló en la plaza Tahrir y acabó con el régimen de Mubarak. Shaima y sus compañeras del partido Alianza Popular Socialista, tenían previsto colocar coronas de flores en Tahrir. Las manifestaciones por el aniversario de la revolución habían sido prohibidas por las autoridades como “gesto de respeto” por la muerte del rey de Arabia saudí, Abdalá bin Abdulaziz. Poco después de comenzar lo que en todo momento fue una protesta pacífica, la policía apareció, disparando y persiguiendo las manifestantes. Una de estas balas, disparada desde tan solo 8 metros de distancia, hirió fatalmente a Shaima, que moría poco después de llegar al hospital.
Videos de los disparos y sus secuelas con la activista muerta fueron publicados en YouTube, pero el Ministerio del Interior egipcio negó que la policía disparó a Sabagh, en su lugar argumentando que los manifestantes habían lanzado petardos. Después de una investigación, a mediados de marzo de 2015 la fiscalía acusó a un oficial antidisturbios de la policía egipcia fue acusado del asesinato de Shaima y de causar voluntariamente heridas al resto de las víctimas.
Shaima fue poeta y había llegado a publicar un libro. Sus "poemas contenían esperanza, dolor y una preciosa sensibilidad". Según Maged Zaher, poeta y traductor, sus versos no tenían rima, pese a estar escritos en el rítmico y penetrante dialecto egipcio, lo que puede considerarse como señal de ir a contracorriente, de innovación.